# Playlist: The Very Best of Destiny's Child
Playlist: The Very Best of Destiny's Child è un album di raccolta del girl group statunitense Destiny's Child, pubblicato nel 2012.

## Tracce
1. Bootylicious – 3:27
2. Bug a Boo – 3:22
3. Emotion (The Neptunes Remix) – 4:14
4. Jumpin', Jumpin' – 3:48
5. Independent Women (Part 1) – 3:35
6. Say My Name – 4:00
7. No, No, No (Part 2) (featuring Wyclef Jean) – 3:28
8. Survivor – 3:49
9. Lose My Breath – 4:02
10. So Good – 3:13
11. Girl – 3:44
12. Bills, Bills, Bills – 3:44
13. Soldier (featuring T.I. & Lil Wayne) – 4:05
14. Illusion (featuring Wyclef Jean & Pras of Refugee Camp) – 3:52